# ORP Burza
ORP Burza ist der Name eines polnischen Zerstörers und einer Fregatte. ORP (Okręt Rzeczypospolitej Polskiej – Kriegsschiff der Republik Polen) ist der Namenspräfix polnischer Schiffe und Wicher bedeutet Gewittersturm.

## Schiffe mit dem Namen ORP Burza
- Burza (Schiff) war ein in Frankreich gebauter polnischer Zerstörer
- Burza (F-275) ist eine geplante Fregatte auf Basis des britischen Types 31.